# Tour du Lac de Moiry
Als Tour du Lac de Moiry wird die Schweizer Wanderroute 221 (eine von 269 lokalen Routen) in den Walliser Alpen bezeichnet.
Der Rundweg startet auf der Krone der Staumauer (2250 m ü. M.) des Lac de Moiry im Schweizer Kanton Wallis, umrundet den Stausee in erhöhter Lage und führt wieder hinab zur Staumauer.
Das ergibt eine aussichtsreiche Strecke von 14 Kilometern, wobei man 820 Höhenmeter auf- und abzusteigen hat. Es wird eine Wanderzeit von vier Stunden und 45 Minuten angegeben.
Unterwegs kommt man an drei kleineren Seen vorbei, dem Lac de Châteaupré und Lac de la Bayenna südlich des Stausees unterhalb des Moirygletschers, sowie dem Lac du Louché westlich des Stausees.
Sowohl die Staumauer als auch der Wendepunkt (2350 m ü. M.) am Lac de Châteaupré sind mit dem Auto oder Bus erreichbar. Die Postautolinie 452 fährt von Grimentz, télécabine über die Staumauer (Moiry VS, barrage) bis zum See (Endhaltestelle Moiry VS, glacier).

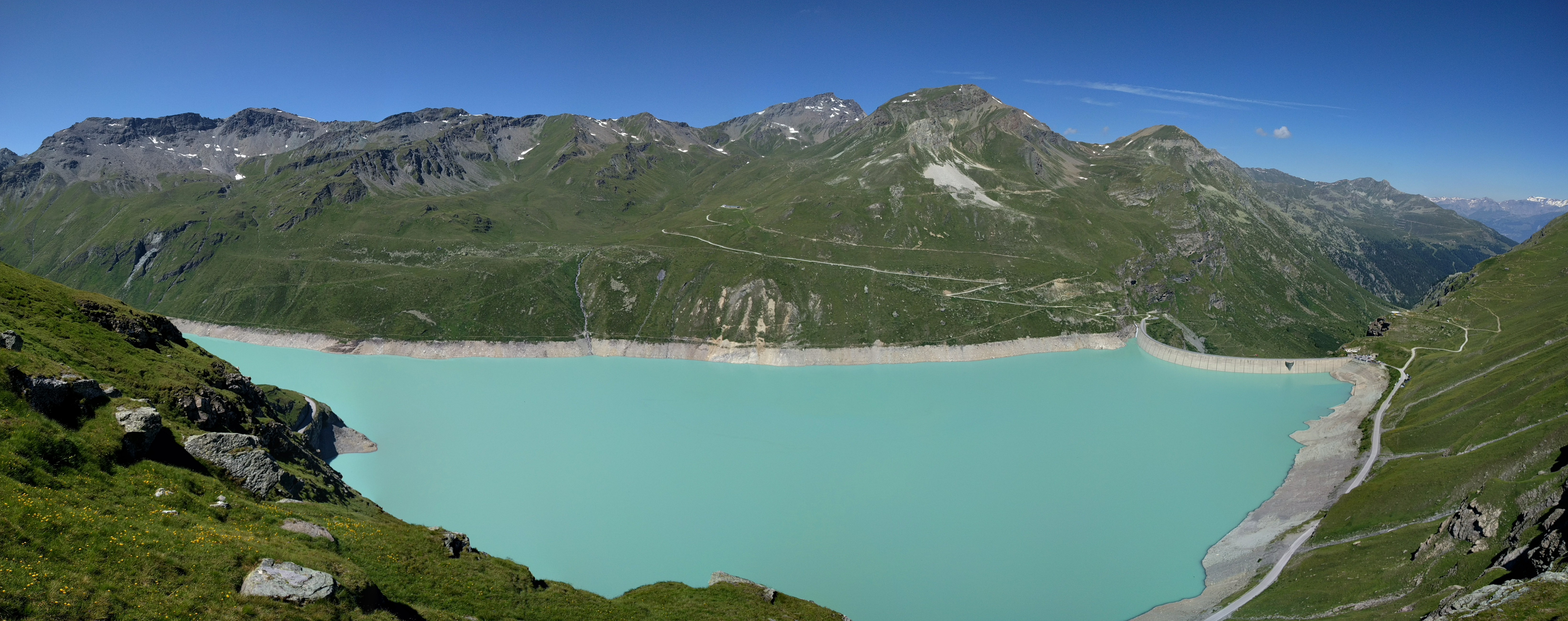
Blick über den Stausee vom Höhenweg auf der Ostseite.

## Nachweise
1. ↑  Alle lokalen Routen bei «SchweizMobil».
2. ↑  Lage & Höhen gemäß «geo.admin.ch».
3. ↑  Tour du Lac de Moiry bei «outdooractive.com».